# 1429 Pemba
1429 Pemba è un asteroide della fascia principale. Scoperto nel 1937, presenta un'orbita caratterizzata da un semiasse maggiore pari a 2,5544772 UA e da un'eccentricità di 0,3354139, inclinata di 7,74709° rispetto all'eclittica.
L'asteroide porta il nome dell'isola di Pemba, situata al largo della costa di Zanzibar, in Tanzania.